# Tongoa

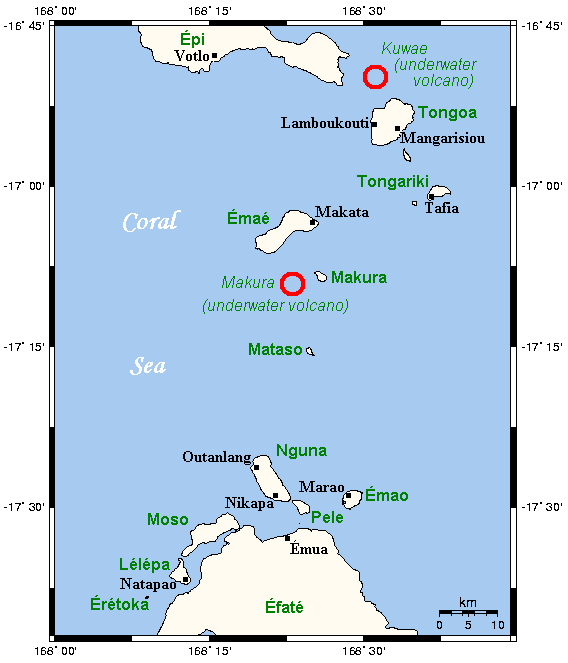
Mapa das Ilhas Shepherd, com Tongoa no canto superior direito.

Tongoa é uma grande ilha situada ao norte das Ilhas Shepherd, em Vanuatu..